# Список лемківських храмів
Лемківська школа народного церковного будівництва (лемківська церква або лемківський тип) — архітектурний тип церков, поширених на теренах у Карпатах, які населяли лемки. 

## Список лемківських церков
| Назва                                                      | Місцерозташування | Час спорудження | Примітки                                                                                 | Фото |
| ---------------------------------------------------------- | ----------------- | --------------- | ---------------------------------------------------------------------------------------- | ---- |
| Церква святого Миколая                                     | Бодруджаль        | 1658            | Об'єкт Світової спадщини ЮНЕСКО з 2008 року                                              |      |
| Церква Архангела Михаїла                                   | Ладомирова        | 1742            | Об'єкт Світової спадщини ЮНЕСКО з 2008 року                                              |      |
| Церква святого Якова                                       | Поворазник        | 1604            | Об'єкт Світової спадщини ЮНЕСКО з 2013 року                                              |      |
| Церква Покрови Пресвятої Богородиці                        | Овчари            | 1653            | Об'єкт Світової спадщини ЮНЕСКО з 2013 року                                              |      |
| Церква святої Параскеви                                    | Квятонь           | 1700            | Об'єкт Світової спадщини ЮНЕСКО з 2013 року                                              |      |
| Церква Архангела Михаїла (Брунари)                         | Брунари           | 1616            | Об'єкт Світової спадщини ЮНЕСКО з 2013 року                                              |      |
| Церква Архангела Михаїла (Туринськ)                        | Туринське         | XVI-ХІХ         | Об'єкт Світової спадщини ЮНЕСКО з 2013 року                                              |      |
| Церква Покрови Пресвятої Богородиці із села Канора         | Пирогів           | 1792            | Об'єкт розташований у Національному музеї народної архітектури та побуту України в Києві |      |
| Михайлівська церква із села Шелестове Мукачівського району | Шелестове         | 1777            | Об'єкт розташований у Закарпатському музеї народної архітектури та побуту в Ужгороді     |      |
| Церква св. Володимира та Ольги із села Котань              | Львів Котань      | 1831            | Об'єкт розташований у Музеї народної архітектури і побуту «Шевченківський гай» у Львові  |      |
| Церква Покрови Пресвятої Богородиці (Ждиня)                | Ждиня             | 1786 або 1795   | Об'єкт на «Шляху дерев'яної архітектури в Малопольському воєводстві»                     |      |
| Церква святого Дмитра (Богуша)                             | Богуша            | 1627, 1856      | Об'єкт на «Шляху дерев'яної архітектури в Малопольському воєводстві»                     |      |
| Церква святого Дмитра (Щавник)                             | Щавник            | 1841            | Об'єкт на «Шляху дерев'яної архітектури в Малопольському воєводстві»                     |      |
| Церква святої Марії Богородиці (Андріївка)                 | Андріївка         | XIX ст.         | Об'єкт на «Шляху дерев'яної архітектури в Малопольському воєводстві»                     |      |
| Церква святих Косьми і Даміана (Войкова)                   | Войкова           | XVI ст.         | Об'єкт на «Шляху дерев'яної архітектури в Малопольському воєводстві»                     |      |
| Церква святих Косьми і Даміана (Мілік)                     | Милик             | 1813            | Об'єкт на «Шляху дерев'яної архітектури в Малопольському воєводстві»                     |      |
| Церква святого Луки (Ястженбік)                            | Ястрябик          | XIX ст.         | Об'єкт на «Шляху дерев'яної архітектури в Малопольському воєводстві»                     |      |
| Церква святого Іоанна Євангеліста (Мушинка)                | Мушинка           | XVIII ст.       | Об'єкт на «Шляху дерев'яної архітектури в Малопольському воєводстві»                     |      |
| Церква святих Косьми і Даміана (Тиліч)                     | Тилич             | 1743            | Об'єкт на «Шляху дерев'яної архітектури в Малопольському воєводстві»                     |      |
| Церква св. Михаїла Архангела в Мохначці                    | Мохначка Нижня    | XVIII ст.       | Об'єкт на «Шляху дерев'яної архітектури в Малопольському воєводстві»                     |      |
| Церква св. Дмитра в Чарній (XVIII ст.)                     | Чарна             | XVIII ст.       | Об'єкт на «Шляху дерев'яної архітектури в Малопольському воєводстві»                     |      |
| Церква святого Михаїла Архангела (Висова-Здруй)            | Висова-Здруй      | 1779            | Об'єкт на «Шляху дерев'яної архітектури в Малопольському воєводстві»                     |      |
| Церква святої Параскеви (Устє-Горлицьке)                   | Устє-Горлицьке    | 1786            | Об'єкт на «Шляху дерев'яної архітектури в Малопольському воєводстві»                     |      |
| Церква святого Апостала Луки (Кункова)                     | Кункова           | 1868            | Об'єкт на «Шляху дерев'яної архітектури в Малопольському воєводстві»                     |      |
| Церква Покрови Пресвятої Богородиці (Воловець)             | Воловець          | XVIII ст.       | Об'єкт на «Шляху дерев'яної архітектури в Малопольському воєводстві»                     |      |
| Церква св. Косьми і Даміана в Бересті                      | Берест            | 1842            | Об'єкт на «Шляху дерев'яної архітектури в Малопольському воєводстві»                     |      |
| Церква св. Косьми і Даміана в Сквіртному                   | Сквіртне          | 1837            | Об'єкт на «Шляху дерев'яної архітектури в Малопольському воєводстві»                     |      |
| Церква св. Косьми і Даміана в Менцині Велкій               | Менцина Велка     | 1807            | Об'єкт на «Шляху дерев'яної архітектури в Малопольському воєводстві»                     |      |
| Церква святого Дмитра (Бодаки)                             | Бодаки            | 1902            | Об'єкт на «Шляху дерев'яної архітектури в Малопольському воєводстві»                     |      |
| Церква святого Михаїла Архангела (Репедь)                  | Репедь            | 1824            | Об'єкт на «Шляху дерев'яної архітектури в Підкарпатському воєводстві»                    |      |
| Церква Покрови Пресвятої Богородиці (Гирова)               | Гирова            | 1780            | Об'єкт на «Шляху дерев'яної архітектури в Підкарпатському воєводстві»                    |      |
| Церква святих Косьми і Даміана (Кремпна)                   | Крампна           | 1772            | Об'єкт на «Шляху дерев'яної архітектури в Підкарпатському воєводстві»                    |      |
| Церква святих Косьми і Даміана (Котань)                    | Котань            | XVII ст.        | Об'єкт на «Шляху дерев'яної архітектури в Підкарпатському воєводстві»                    |      |
| Церква святого Михаїла Архангела (Свенткова-Мала)          | Святкова Мала     | 1762            | Об'єкт на «Шляху дерев'яної архітектури в Підкарпатському воєводстві»                    |      |
| Церква святого Михаїла Архангела (Свенткова-Велка)         | Святкова Велика   | 1757            | Об'єкт на «Шляху дерев'яної архітектури в Підкарпатському воєводстві»                    |      |
| Церква святого Михаїла Архангела (Пєльгжимка)              | Пєльгжимка        | 1842            | Об'єкт на «Шляху дерев'яної архітектури в Підкарпатському воєводстві»                    |      |
| Церква Вознесіння Богородиці (Щавне)                       | Щавне             | 1889            | Об'єкт на «Шляху дерев'яної архітектури в Підкарпатському воєводстві»                    |      |
| Церква Покрови Пресвятої Богородиці (Кореївці)             | Кореївцї          | 1761            | Народна культурна пам'ятка Словацької республіки                                         |      |
| [rue]                                                      | Доброслава        | 1880            | Народна культурна пам'ятка Словацької республіки                                         |      |
| [rue]                                                      | Гунківцї          | XVIII ст.       | Народна культурна пам'ятка Словацької республіки                                         |      |
| [rue]                                                      | Крайнє Чорне      | XVIII ст.       | Народна культурна пам'ятка Словацької республіки                                         |      |
| [rue]                                                      | Прикра            | 1777            | Народна культурна пам'ятка Словацької республіки                                         |      |
| Церква Архангела Михаїла (Фричка)                          | Фричка            | XVIII ст.       | Народна культурна пам'ятка Словацької республіки                                         |      |
| [rue]                                                      | Шеметківці        | 1752            | Народна культурна пам'ятка Словацької республіки                                         |      |
| Церква Покрови Пресвятої Богородиці (Мироля)               | Мироля            | 1770            | Народна культурна пам'ятка Словацької республіки                                         |      |
| Церква святої Параскеви (Нова Полянка)                     | Нова Полянка      | 1766            |                                                                                          |      |
| Церква святого Онуфрія (Віслок Велкій)                     | Віслок Велкій     | 1850–1853       |                                                                                          |      |
| Церква Михаїла Архангела (Михайлов)                        | Михайлов          | 1987–1989       |                                                                                          |      |
| Церква Покрови Пресвятої Богородиці (Білянка)              | Білянка           | 1650            |                                                                                          |      |
| Церква Покрови Пресвятої Богородиці (Ганчова)              | Ганчова           | 1644            |                                                                                          |      |
| Церква Покрови Пресвятої Богородиці (Команча)              | Команча           | 1802            |                                                                                          |      |
| Церква Різдва Богородиці (Джурджів)                        | Джурджів          | 1899            |                                                                                          |      |
| Церква Різдва Богородиці (Розділє)                         | Розділля          | 1756            |                                                                                          |      |
| Церква Різдва Богородиці (Тилява)                          | Тилява            | 1787            |                                                                                          |      |
| Церква святого Василя Великого (Конечна)                   | Конечна           | 1903–1905       |                                                                                          |      |
| Церква святих Косьми і Даміана (Бартне)                    | Бортне            | 1928            |                                                                                          |      |
| Церква святих Косьми і Даміана (Бліхнарка)                 | Бліхнарка         | 1801            |                                                                                          |      |
| Церква святих Косьми і Даміана (Перунка)                   | Перунка           | 1798            |                                                                                          |      |
| Церква святого Луки (Лещини)                               | Лещини            | 1835            |                                                                                          |      |
| Церква святого Миколая (Чашин)                             | Чашин             | 1835            |                                                                                          |      |
| Церква святого Михаїла Архангела (Дубне)                   | Дубне             | 1863            |                                                                                          |      |
| Церква святої Параскеви (Новиця)                           | Новиця            | 1842-1843       |                                                                                          |      |